# Ayapel
Ayapel is een gemeente in het Colombiaanse departement Córdoba. De gemeente telt 42.629 inwoners (2005). Ayapel was een belangrijke plaats in de indiaanse Zenúcultuur.

## Galerij

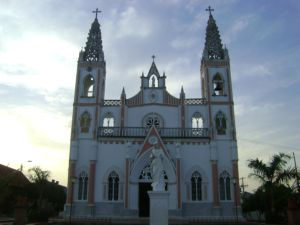
Kerk van Ayapel
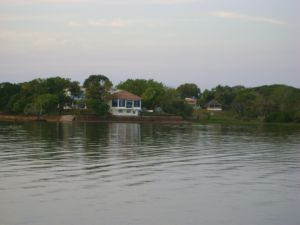
Rivier bij Ayapel

Ayapel
· Buenavista
· Canalete
· Cereté
· Chimá
· Chinú
· Ciénaga de Oro
· Cotorra
· La Apartada
· Los Córdobas
· Momil
· Moñitos
· Montelíbano
· Montería
· Planeta Rica
· Pueblo Nuevo
· Puerto Escondido
· Puerto Libertador
· Purísima
· Sahagún
· San Andrés de Sotavento
· San Antero
· San Bernardo del Viento
· San Carlos
· San José de Uré
· San Pelayo
· Santa Cruz de Lorica
· Tierralta
· Tuchín
· Valencia